# Moon Ribas
Moon Ribas (Mataró, Barcelona, 24 de mayo de 1985) es una artista vanguardista y activista cíborg española, conocida por desarrollar e implantarse sensores sísmicos en los pies que le permiten percibir todos los terremotos del mundo en tiempo real mediante vibraciones. Desde 2007, los medios de comunicación la han descrito como la primera mujer cíborg del mundo o la primera artista cíborg de la historia por expresarse artísticamente a partir de un nuevo sentido creado a partir de la unión permanente entre su cuerpo y la cibernética.
Su obra se basa en la adición de nuevos sentidos y la exploración del movimiento de la tierra.  Es fundadora de la Cyborg Foundation, una organización internacional dedicada a ayudar a los humanos a convertirse en cíborgs, a promover el movimiento de arte cíborg y a defender los derechos de los cíborgs. Estudió coreografía experimental en la Dartington College of Arts (Inglaterra) y Movement Research en SNDO.

## Trayectoria
Moon Ribas nació en Cataluña el 24 de mayo de 1985. Creció y vivió en Mataró (Barcelona, España), donde estudió bachillerato artístico. Es amiga de la infancia de Neil Harbisson, y desde pequeños Neil y Moon crecieron artísticamente y desarrollaron proyectos juntos. A los 18 años se trasladó a Totnes (Inglaterra). El año siguiente fue aceptada en la Dartington College of Arts (Inglaterra), donde estudió coreografía. Durante los años de carrera hizo un intercambio en la SNDO (School for New Dance Development) Theatreschool of Amsterdam (Países Bajos). En 2007, Moon Ribas decidió modificar su visión durante un tiempo para poder percibir el color con más precisión.
Moon creó unas gafas calidoscópicas, que le permitían ver solo el color de las cosas sin su forma, obteniendo el color de lo que le rodeaba.
En 2008, Moon Ribas empezó a experimentar con la instalación de detectores de movimiento en su cuerpo. El primer sensor de movimiento estaba compuesto por dos detectores infrarrojos que vibraban en su mano cada vez que había un movimiento delante de ella. Más adelante, con la colaboración de Marco Rodríguez, el detector fue mejorado y convertido en pendientes. Con el speedborg podía saber a qué velocidad andaba la gente que la rodeaba. Experimentando con eso, vio que si se giraba los pendientes podía percibir el movimiento que tenía detrás, ampliando su percepción espacial a 360 grados. En 2011, Moon Ribas logró aparecer en la foto de su pasaporte español con su extensión cibernética. Este hecho le permite viajar libremente con sus pendientes cibernéticos ya que forman parte oficial de su imagen.
Actualmente, Moon Ribas está desarrollando e experimentando el sentido sísmico. Lleva incorporado un sensor que está conectado con sismógrafos en línea, que vibra cada vez que hay un terremoto en tiempo real en cualquier parte del planeta. El sensor detecta pequeños movimientos sísmicos tan bajos como 1 a la escala de Richter. Según la intensidad de la vibración, sabe la intensidad del terremoto, y en función del intervalo de la vibración sabe en qué orientación sucede (norte, sur, este u oeste).
A fecha de 5 de septiembre de 2019, en declaraciones en el programa de La Sexta Zapeando, confirma que ya no lleva los implantes en los pies.

## Creaciones

### Vídeodanza
Moon Ribas trabaja con la videodanza, explorando el movimiento por la cámara. Una de las piezas destacadas de su creación es "Walking Colours».
En 2007, dentro el proyecto «Capital Colours of Europe», Moon Ribas y Neil Harbisson viajaron en autoestop por varias capitales de Europa para encontrar los colores principales de dichas ciudades. Después, el proyecto derivó en «Speed and Colours of Europe», donde Neil buscaba el color que dominaba las capitales y Moon la velocidad en que andaban sus habitantes. Este proyecto aún está en proceso, ya que queda completar todas las capitales de Europa, visitando más de 50 países. Con su ojo electrónico escaneó cada capital hasta poder representar cada ciudad con dos tonos principales. En Mónaco, fueron el azul y el salmón rosado, en Lisboa el amarillo y el turquesa, y en Andorra la Vieja el color verde oscuro y fucsia. Bajo el título «Capital Colors of Europe» Harbisson ha mostrado los colores de cada capital en varias galerías europeas, entre ellas en España, Alemania, Andorra, Reino Unido, y Croacia.

### Coreografías
La última pieza de Moon Ribas es "Waiting for Earthquakes», un solo de danza que se basa en una interacción en vivo entre los terremotos y la intérprete, ella misma. Moon Ribas llevó conectado durante un tiempo a su cuerpo un sensor sísmico que se activaba cada vez que había un terremoto en un lugar determinado del planeta. Los sensores estaban conectados a los sismógrafos en línea, que detectan terremotos tan pequeños como 1 en la escala de Richter.
El espacio escénico fue diseñado como una brújula con sus 4 puntos cardinales. Cada vez que la intérprete sentía un terremoto, se movía hacia el punto cardinal donde el terremoto había tenido lugar. La intensidad del movimiento de la intérprete era equivalente a la del terremoto. Aunque hay terremotos muy a menudo, la pieza contenía momentos de quietud, momentos en los que no había terremotos. El contraste de la calma a la espera de un terremoto era compartida entre la intérprete y el público. El espacio se convertía en una sala de espera con música de fondo, donde si no había terremotos no había baile.
Cada actuación era única, ya que dependía de los terremotos en tiempo real, la orientación del escenario y el tiempo. La pieza no tenía una duración estipulada, sino que podía durar unos pocos minutos u horas, o incluso podía ir en forma continua durante días y semanas a través de un relevo de intérpretes.

### Arte de acción
Moon, juntamente con Harbisson, ha creado arte de acción desde los años 90 y ha colaborado extensivamente en la creación de obras escénicas, performances y happenings. Obras como Opus No.1, estrenada en el BAC Theatre de Londres en 2007, y El Sonido del Naranjo, estrenada en el Antic Teatre de Barcelona en 2011, combinan el uso de la cibernética, el color y el movimiento en escena y exploran la relación entre el color y los humanos.
En 2010, El Sonido del Naranjo de Neil Harbisson y Moon Ribas ganó el Premio a la Creación Escénica, guardonado por el IMAC Mataró.
Desde 2008, Ribas ha colaborado con el artista y músico catalán Pau Riba, con quien comparte el mismo interés en los cíborgs. En 2011 actuó junto Albert Pla, Pascal Comelade y Enric Casasses en el teatro CAT de Barcelona.
Uno de sus proyectos es "Avigrama» (del latín -avi: ave; y el griego -grama: algo escrito, dibujado o grabado), una estructura de 12 cuerdas, una para cada semitono en una octava, instalado en el techo de una granja. La instalación se grababa las 24 horas del día y se dejaba que la partitura se creara en función de donde se colocaban las aves.

## Cyborg Foundation
En 2010, Moon Ribas y Neil Harbisson crearon la Cyborg Foundation, una organización internacional para ayudar a los humanos a convertirse en cíborgs. La fundación fue creada como respuesta a la multitud de cartas y correos electrónicos recibidos de personas interesadas en convertirse en cíborg. Los principales objetivos de la fundación son: extender los sentidos y las capacidades humanas creando y aplicando extensiones cibernéticas en el cuerpo, promover el uso de la cibernética en eventos culturales, y defender los derechos de los cíborgs. En 2010, la fundación, establecida en Mataró (Barcelona), fue galardonada con el Premio Cre@tic otorgado por Tecnocampus Mataró.